# Pafawag 1K
1K, 3K, 7K — pokrewne typy krytych wagonów towarowych produkcji wrocławskiej fabryki Pafawag.

## Konstrukcja
Konstrukcja wagonu powstała po wojnie w CBK PTK w latach 1949–1950. Wagon oznakowany początkowo jako 75W (później 1K) został skonstruowany odmiennie niż pojazdy przedwojenne. Częściowo spełniał nowe standardy międzynarodowe.
Ostoja i szkielet pudła wagonu były spawane, oszalowanie ścian i podłoga – drewniane. Półwypukły dach wyłożony był deskami, pokryty ocynkowaną blachą. W ścianach bocznych umieszczone zostały cztery otwory, każdy o wymiarach 400x1026 mm - skrajne służące do załadunku dłużycy, natomiast wewnętrzne – osłonięte żaluzjami, przewidziane dla wentylacji.
Wagon posiadał zestawy kołowe oparte na łożyskach ślizgowych, o średnicy czopa 115 mm, resory dziesięciopiórowe, zawieszone na pojedynczych ogniwach, hamulec Westinghouse'a z cylindrem 12-calowym i nawskrośne urządzenie cięgłowe.

## Dostawy
W okresie 1950—1953 Pafawag zbudował ponad 15 tysięcy egzemplarzy tego typu wagonów, przy czym połowa z nich trafiła na eksport: głównie do Czechosłowacji (4,5 tys.) oraz do Bułgarii, Węgier i Albanii.

### Polska
Dla PKP dostarczano wagony w kilku odmianach różniących się jedynie szczegółami: 3K — o zmienionej konstrukcji mocowania dachu i 7K — bez hamulca (przelotowy przewód główny).
W późniejszym okresie wagony były modernizowane, w wyniku czego zmieniano układ biegowy i dodawano hamulec, a oznaczenie zmieniano na znak serii Gs.